# Mycalesis anteros
Mycalesis anteros är en fjärilsart som beskrevs av Hans Fruhstorfer 1908. Mycalesis anteros ingår i släktet Mycalesis och familjen praktfjärilar. Inga underarter finns listade i Catalogue of Life.